# Ібрагім ібн Ахмад
Ібрагім ібн Ахмад (*д/н — після 947) — емір Саманідської держави у 947 році.

## Життєпис
Син еміра Ахмада Самані. У 914 році після захоплення влади його братом Насром II втык до двору Хамданідів. Тут перебував до 945 року, коли у його небожа Нуха I, що на той час став еміром, виник конфлікт з Абу Алі Чагані, намісником Хорасану. Останній влаштував змову проти еміра, закликавши до повернення Ібрагіма. Останній прибув до Хорасану, звідки рушив на Бухару. Незадоволена Нухом палацова гвардія підтримала Ібрагіма. Емір був змушений втекти до Самарканду. Однак після відходу Абу Алі з Бухари Нух I знову заволодів троном, оскільки населення не сприйняло Ібрагіма за правителя (також не підтримав його халіф). Невдовзі Ібрагім ібн Ахмад потрапив у полон, його було засліплено тазапроторено до в'язниці.